# Catarhoe tangaba
Catarhoe tangaba là một loài bướm đêm trong họ Geometridae.